# Храм Святого Михаила (Брно)
Храм Святого Михаила (чеш. Kostel svatého Michaela) — приходской католический храм в историческом центре города Брно (Чехия), на Доминиканской площади. Однонефная церковь в стиле барокко была построена при бывшем доминиканском монастыре вместо ныне несуществующей церкви начала XIII века. Весь комплекс с церковью и зданиями бывшего доминиканского монастыря охраняется как памятник культуры с 1958 года.

## История
История храма начинается с начала XIII века. Уже в 1228 году на месте нынешнего костёла стояла церковь Михаила Архангела, которую вместе с прилегающими территориями в этом же году моравский маркграф Пржемысл передал в дар ордену доминиканцев под монастырь. Церковь была разрушена во время осады Брно в 1645 году шведскими войсками. Костёл был построен заново в стиле барокко Яном Кржтителем Эрной с 1658 по 1679 год.

## Интерьер

### Статуя Михаила Архангела

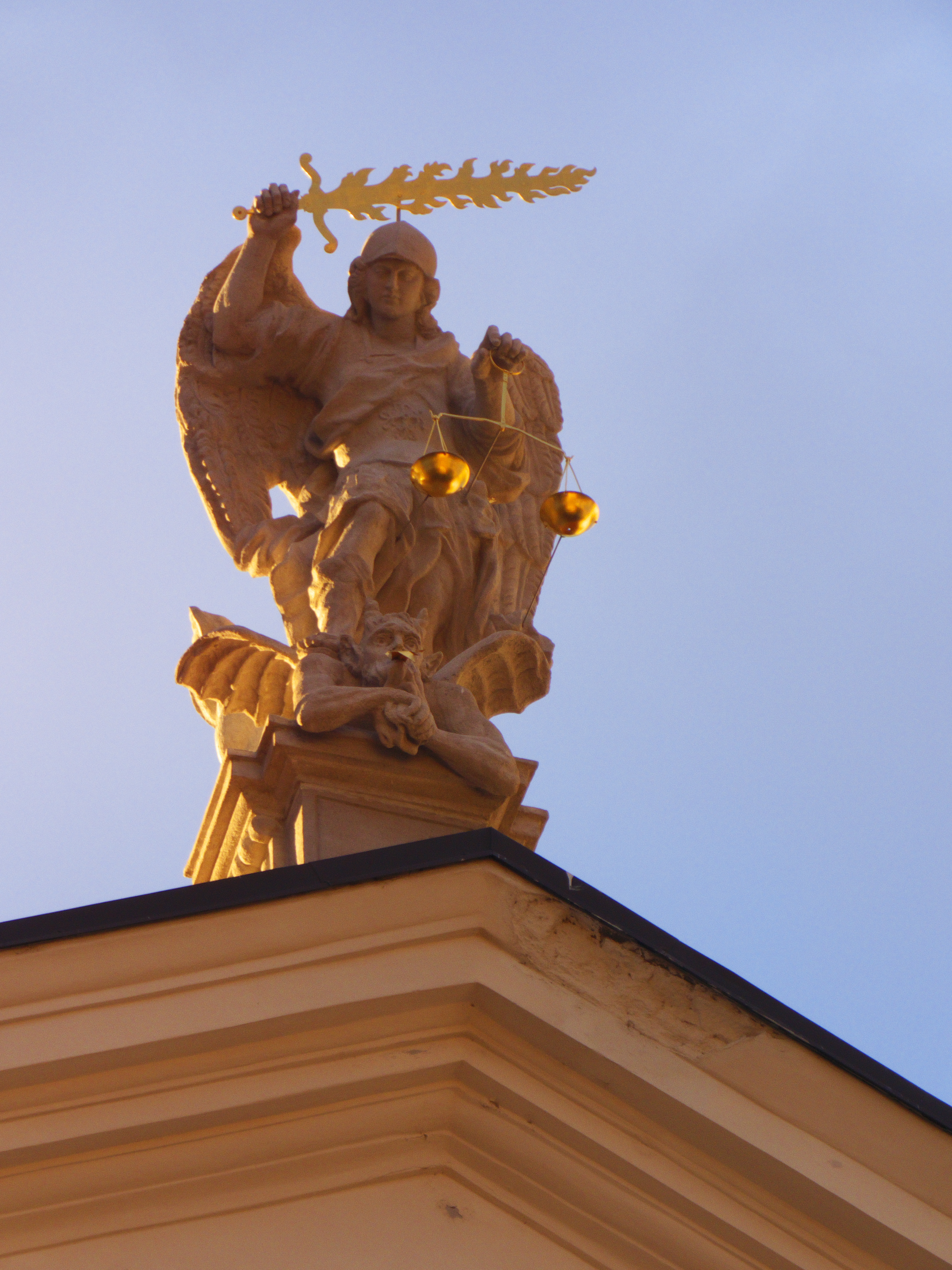
Статуя Михаила Архангела

В 1728 году на фронтоне церкви была возведена статуя Михаила Архангела, которая визуально возвысила фасад церкви. В конце XX века её сняли с пьедестала, отреставрировали и поместили в атриум Дворца Юстиции Брно. В 2011 году на месте оригинальной статуи была установлена её точная копия, исполненная из современных материалов, более стойких к природным воздействиям.

### Капелла Гроба Господня

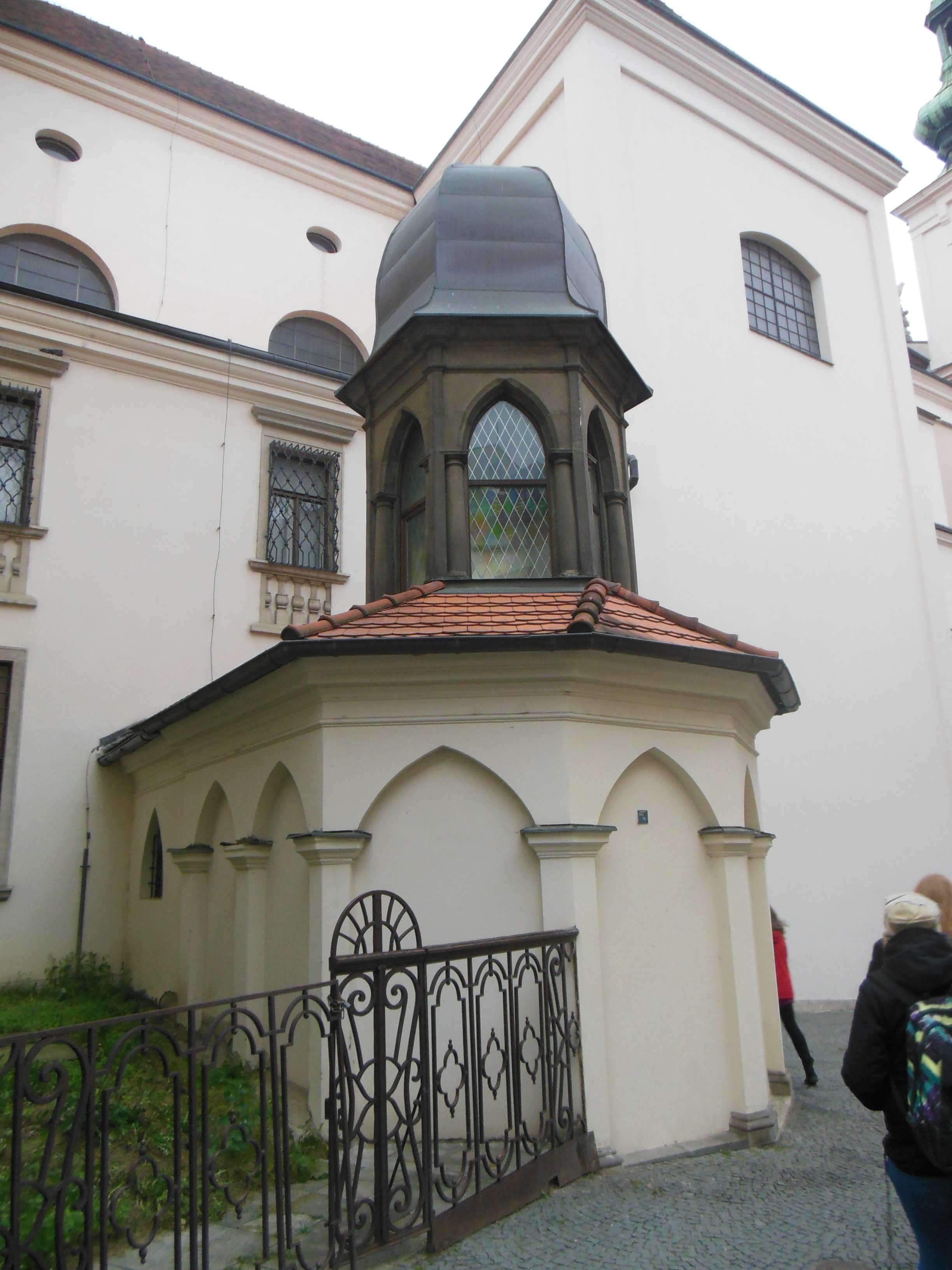
Капелла Гроба Господня, Брно

В 1707 году к южной стене костёла, на Доминиканской улице, была пристроена капелла Гроба Господня. Капеллу венчает шестиугольная эдикула, являющаяся одной из крупнейших в Моравии. Капелла построена в стиле Иерусалимской часовни внутри Храма Гроба Господня. В 1905 году в капелле появился алтарь Девы Марии Лурдской.